# Trần Tiểu Vy
Trần Tiểu Vy, née le 23 août 2000, est une mannequin vietnamienne couronnée Miss Vietnam 2018.

## Biographie
Trần Tiểu Vy naît et grandit à Quảng Nam, au Vietnam. À l'âge de 16 ans et avec l'intention de partir à l'étranger, elle déménage à Ho Chi Minh-Ville, elle y étudie l'administration des affaires à l'Université de pédagogie de Ho Chi Minh-Ville. 

## Concours de beauté

### Miss Vietnam 2018
Trần Tiểu Vy est élue Miss Vietnam 2018, le 16 septembre 2018 au Phu Tho Indoor Sports Stadium à Ho Chi Minh-Ville. Âgée de seulement 18 ans, elle succède à Đỗ Mỹ Linh, Miss Vietnam 2016, qu'elle déclare être son idole. Le jury se composait de : Bùi Bích Phương, Miss Vietnam 1988, Hà Kiều Anh, Miss Vietnam 1992, Đỗ Mỹ Linh, Miss Vietnam 2016 et Lê Thanh Hòa, styliste.  
Lors de la cérémonie Miss Vietnam 2019, Trần Tiểu Vy et Đỗ Mỹ Linh apparaissent ensemble.  

### Miss Monde 2018
Le 8 décembre 2018, Trần Tiểu Vy représente son pays au concours de Miss Monde 2018 à Sanya, en Chine. 